# Euchlaena arefactaria
Euchlaena arefactaria är en fjärilsart som beskrevs av Augustus Radcliffe Grote och Robinson 1867. Euchlaena arefactaria ingår i släktet Euchlaena och familjen mätare. Inga underarter finns listade i Catalogue of Life.